# Korbin Albert
Korbin Albert   (Grayslake, 13 d'octubre de 2003) és una futbolista estatunidenca que juga com a migcampista al Paris Saint-Germain i amb la selecció dels Estats Units.

## Trajectòria
Albert va néixer a Grayslake, un suburbi de Chicago, i va començar a jugar a l'Eclipse Select Soccer Club. Durant aquell temps, Albert va representar la selecció juvenil dels Estats Units en diferents etapes i també va ser considerada la millor jugadora de la temporada del seu equip en dues temporades (2018-19 i 2020-21).
El 31 de gener de 2023, Albert va rfitxar pel Paris Saint-Germain amb un contracte inicial de dos anys i mig.
El 25 de juliol de 2022, Albert va ser seleccionada per a la Copa del Món femenina sub-20 a Costa Rica. El novembre de 2023, Albert va ser seleccionada per primera vegada amb la selecció absoluta i va debutar contra la selecció de la Xina en un amistós el 5 de desembre de 2023.